# ريوغا ساكيهارا
ريوغا ساكيهارا (باليابانية: 関原 凌河) (20 يونيو 1991 في ميازاكي في اليابان – )؛ هو لاعب كرة قدم ياباني سابق كان يلعب كلاعب وسط.

## وصلات خارجية
- ريوغا ساكيهارا على موقع رابطة كرة القدم اليابانية للمحترفين (اليابانية)
- ريوغا ساكيهارا على موقع قاعدة بيانات كرة القدم.إي يو (الإنجليزية)
- ريوغا ساكيهارا على موقع Soccerway.com (الإنجليزية)
- ريوغا ساكيهارا على موقع عالم كرة القدم.نت (الإنجليزية)